# アンティオキア地震 (115年)
座標: 北緯36度06分 東経36度06分 / 北緯36.1度 東経36.1度
115年のアンティオキア地震（115 Antioch earthquake）とは、ローマ帝国時代の西暦115年12月13日の早朝に、アンティオキア付近で発生したマグニチュード（M）7.5の大地震である。

## 被害
この地震による被害は極めて壊滅的であり、死者数は260,000人に達し、世界でも史上稀に見る深刻な地震災害となった（115年の執政官であったマルクス・ペド・ウィルギリアヌスもこの地震において死亡した）。揺れは数日間、昼夜を問わず断続的に続き、建物は次々に倒壊した。地震後に発生した津波の影響でも被害が顕著になった。当時の皇帝であったトラヤヌスも地震で負傷し、余震が続く中円形闘技場に留まって避難したという。
アンティオキアは西暦526年にも大地震に襲われて甚大な被害を受けており、古代のうちに、世界的にも稀に見るような大震災に、本地震を含めて2回襲われている。